# René Ladreit de La Charrière
Pour les autres membres de la famille, voir Ladreit de La Charrière.
René Ladreit de La Charrière olim René Ladreyt de La Charrière, (11 février 1767, Privas - 12 janvier 1845, La Charrière), est un homme politique français.

## Biographie

### Famille
Il est le père du préfet Alexandre Ladreit de Lacharrière (1800-1868) et du général Jules Marie Ladreit de Lacharrière (1806-1870). 
Il est l'ancêtre de l'homme d'affaires Marc Ladreit de Lacharrière (né en 1940). 

### Carrière
Lieutenant de louveterie dans l'Ardèche, fut élu comme royaliste, le 22 août 1815, député de ce département, au grand collège. Il siégea dans la majorité de la Chambre introuvable, et fut réélu, le 25 septembre 1816 ; il reprit sa place au côté droit avec lequel il vota en toute circonstance. 
Dans la session de 1818-19, il proposa et développa divers amendements intéressant les manufactures et le commerce. Il obtint encore sa réélection, le 1er octobre 1821, dans le premier arrondissement de l'Ardèche, continua d'opiner avec la droite, notamment pour les lois d'exception, et soutint le ministère Villèle. 

## Distinction
- Chevalier de la Légion d'honneur (28 avril 1821)[1]

## Sources
- « René Ladreit de La Charrière », dans Adolphe Robert et Gaston Cougny, Dictionnaire des parlementaires français, Edgar Bourloton, 1889-1891 [détail de l’édition]